# 清水町 (富山市)
清水町（しみずまち）は、富山県富山市の公称町名である。清水町一丁目から清水町九丁目が設置されている。清水町地区センターが所在している。

## 概要
町内は常願寺川の伏流水が豊富に存在している。

## 地理

### 河川
- いたち川

## 歴史
- 1889年（明治22年）4月1日 - 市制施行に伴い富山市に編入。

## 世帯数と人口
2022年（令和4年）3月31日現在の世帯数と人口は以下の通りである。
| 町丁         | 世帯数  | 人口    |
| ------------ | ------- | ------- |
| 清水町一丁目 | 105世帯 | 211人   |
| 清水町二丁目 | 82世帯  | 151人   |
| 清水町三丁目 | 188世帯 | 299人   |
| 清水町四丁目 | 56世帯  | 97人    |
| 清水町五丁目 | 112世帯 | 205人   |
| 清水町六丁目 | 84世帯  | 142人   |
| 清水町七丁目 | 51世帯  | 107人   |
| 清水町八丁目 | 88世帯  | 175人   |
| 清水町九丁目 | 96世帯  | 198人   |
| 計           | 822世帯 | 1,583人 |

## 小・中学校の学区
市立小・中学校に通う場合、学区は以下の通りとなる。
| 番地 | 小学校             | 中学校             |
| ---- | ------------------ | ------------------ |
| 全域 | 富山市立中央小学校 | 富山市立大泉中学校 |

## 交通

### 鉄道
町内に鉄道駅はない。

### 道路
- 富山県道6号富山立山公園線

## 施設
- 清水町地区センター
- バロー 清水町店

## 参考出典
- 平凡社地方資料センター 編『富山県の地名 日本歴史地名大系 第16巻』平凡社、1994年。ISBN 4582910084。